# Fotbollsallsvenskan 2008
Fotbollsallsvenskan 2008 vanns av Kalmar FF som därmed tog sitt första SM-guld. Vårsäsongen spelades 30 mars–12 maj 2008 och höstsäsongen 1 juli–9 november samma år. Under säsongen deltog 16 lag i serien som spelades över 30 omgångar, med matcher mellan alla lag – en gång på hemmaplan och en gång på bortaplan. Vinst gav 3 poäng, oavgjort 1 poäng och förlust 0 poäng.

## Tabeller

### Poängtabell
Sluttabellen från Fotbollsallsvenskan 2008
  
| Nr | Lag                | S  | V  | O  | F  | GM | IM | MS  | P  |
| -- | ------------------ | -- | -- | -- | -- | -- | -- | --- | -- |
| 1  | Kalmar FF          | 30 | 20 | 4  | 6  | 70 | 33 | +37 | 64 |
| 2  | IF Elfsborg        | 30 | 19 | 6  | 5  | 49 | 18 | +31 | 63 |
| 3  | IFK Göteborg (RM)  | 30 | 15 | 9  | 6  | 50 | 26 | +24 | 54 |
| 4  | Helsingborgs IF    | 30 | 16 | 6  | 8  | 54 | 41 | +13 | 54 |
| 5  | AIK                | 30 | 12 | 9  | 9  | 36 | 32 | +4  | 45 |
| 6  | Malmö FF           | 30 | 12 | 8  | 10 | 51 | 46 | +5  | 44 |
| 7  | Örebro SK          | 30 | 11 | 9  | 10 | 36 | 39 | −3  | 42 |
| 8  | Halmstads BK       | 30 | 11 | 8  | 11 | 41 | 38 | +3  | 41 |
| 9  | Hammarby IF        | 30 | 11 | 8  | 11 | 44 | 51 | −7  | 41 |
| 10 | Trelleborgs FF     | 30 | 9  | 13 | 8  | 33 | 31 | +2  | 40 |
| 11 | Gais               | 30 | 9  | 11 | 10 | 30 | 36 | −6  | 38 |
| 12 | Djurgårdens IF     | 30 | 9  | 9  | 12 | 30 | 41 | −11 | 36 |
| 13 | Gefle IF           | 30 | 7  | 7  | 16 | 33 | 42 | −9  | 28 |
| 14 | Ljungskile SK (U)  | 30 | 6  | 6  | 18 | 23 | 52 | −29 | 24 |
| 15 | GIF Sundsvall (U)  | 30 | 5  | 7  | 18 | 26 | 54 | −28 | 22 |
| 16 | IFK Norrköping (U) | 30 | 4  | 8  | 18 | 31 | 58 | −27 | 20 |

### Resultattabell
| Hemma \ Borta   | AIK | DIF | GAIS | GIF | GIFS | HBK | HAIF | HEIF | IFE | IFKG | IFKN | KFF | LSK | MFF | TFF | ÖSK |
| AIK             | —   | 1–1 | 2–2  | 1–1 | 1–0  | 1–0 | 2–2  | 3–1  | 0–2 | 0–0  | 2–0  | 1–0 | 1–0 | 2–0 | 1–0 | 2–1 |
| Djurgårdens IF  | 1–1 | —   | 0–0  | 2–0 | 3–1  | 2–1 | 0–2  | 1–2  | 0–2 | 1–2  | 1–1  | 0–1 | 2–1 | 1–1 | 1–3 | 0–0 |
| Gais            | 0–2 | 2–1 | —    | 2–0 | 0–2  | 0–4 | 2–0  | 0–3  | 1–1 | 0–0  | 0–0  | 1–4 | 3–1 | 2–2 | 0–0 | 3–0 |
| Gefle IF        | 0–1 | 1–2 | 0–0  | —   | 2–0  | 4–0 | 3–0  | 3–0  | 1–2 | 0–1  | 2–0  | 1–5 | 1–1 | 1–2 | 0–1 | 0–1 |
| GIF Sundsvall   | 1–1 | 0–0 | 1–1  | 2–3 | —    | 2–1 | 1–2  | 0–3  | 0–0 | 0–5  | 2–1  | 0–2 | 4–0 | 0–0 | 2–2 | 1–2 |
| Halmstads BK    | 2–1 | 1–2 | 0–0  | 1–0 | 0–0  | —   | 1–1  | 3–1  | 1–2 | 1–1  | 2–0  | 2–2 | 3–2 | 2–3 | 0–0 | 1–2 |
| Hammarby IF     | 1–1 | 3–0 | 2–4  | 2–1 | 5–3  | 2–1 | —    | 2–1  | 0–0 | 0–0  | 4–3  | 1–2 | 2–2 | 3–6 | 0–0 | 1–0 |
| Helsingborgs IF | 2–1 | 2–0 | 1–0  | 2–2 | 2–1  | 1–1 | 5–1  | —    | 2–2 | 2–1  | 2–2  | 1–0 | 0–1 | 4–2 | 1–1 | 1–0 |
| IF Elfsborg     | 3–0 | 1–0 | 1–0  | 0–1 | 2–0  | 3–0 | 1–0  | 1–0  | —   | 3–0  | 3–0  | 1–0 | 4–0 | 4–0 | 4–1 | 0–0 |
| IFK Göteborg    | 2–0 | 3–1 | 0–1  | 3–0 | 1–0  | 3–0 | 2–0  | 1–1  | 5–2 | —    | 4–0  | 3–2 | 0–0 | 2–0 | 0–2 | 4–1 |
| IFK Norrköping  | 1–2 | 1–2 | 0–1  | 2–1 | 0–2  | 1–3 | 5–2  | 3–4  | 0–1 | 2–2  | —    | 1–3 | 1–1 | 1–0 | 1–1 | 0–0 |
| Kalmar FF       | 3–2 | 5–1 | 4–0  | 3–1 | 3–0  | 1–1 | 1–0  | 4–2  | 2–1 | 0–1  | 6–0  | —   | 3–1 | 3–2 | 1–0 | 2–2 |
| Ljungskile SK   | 2–1 | 0–1 | 0–3  | 0–0 | 2–0  | 0–3 | 0–1  | 0–2  | 1–0 | 2–1  | 0–2  | 2–4 | —   | 1–3 | 0–0 | 0–1 |
| Malmö FF        | 1–0 | 1–2 | 1–1  | 2–0 | 6–0  | 0–3 | 2–4  | 1–2  | 1–1 | 1–1  | 2–1  | 3–2 | 2–1 | —   | 1–1 | 3–1 |
| Trelleborgs FF  | 2–0 | 1–1 | 3–1  | 3–3 | 2–0  | 1–2 | 1–0  | 1–3  | 0–2 | 0–0  | 1–0  | 2–1 | 1–2 | 0–0 | —   | 3–3 |
| Örebro SK       | 1–4 | 1–1 | 1–0  | 1–1 | 2–1  | 0–1 | 1–1  | 3–1  | 2–0 | 4–2  | 2–2  | 0–1 | 3–0 | 0–3 | 1–0 | —   |

## Kvalspel till Allsvenskan 2009
| Lag 1             | Totalt       | Lag 2         | Möte 1 | Möte 2 |
| IF Brommapojkarna | 00001–1 (BM) | Ljungskile SK | 0–0    | 1–1    |

IF Brommapojkarna till Allsvenskan 2009.

## Skytteliga (Placering 1-4)
Uppdaterad 11 november 2008
| Målskytt         | Antal mål | Lag             |
| ---------------- | --------- | --------------- |
| Patrik Ingelsten | 19        | Kalmar FF       |
| Viktor Elm       | 15        | Kalmar FF       |
| Anselmo          | 15        | Halmstads BK    |
| Henrik Larsson   | 14        | Helsingborgs IF |
| Charlie Davies   | 14        | Hammarby IF     |
| Ola Toivonen     | 14        | Malmö FF        |

## Assistliga (Placering 1-3)
Uppdaterad 16 november 2008
| Passningsläggare | Antal pass | Lag             |
| ---------------- | ---------- | --------------- |
| Henrik Larsson   | 10         | Helsingborgs IF |
| Rasmus Elm       | 10         | Kalmar FF       |
| Jorge Ortíz      | 8          | AIK             |

## Publik

### Publikliga
Allsvenskans publiksnitt under säsongen 2008 var 7 787 personer
| Lag             | Hemmasnitt | Hemmatotal | Bortasnitt | Bortatotal | Totalsnitt | Totalt  |
| --------------- | ---------- | ---------- | ---------- | ---------- | ---------- | ------- |
| AIK             | 15 535     | 233 025    | 9 077      | 136 162    | 12 306     | 369 187 |
| Malmö FF        | 11 182     | 167 730    | 8 346      | 125 187    | 9 764      | 292 917 |
| Hammarby IF     | 11 144     | 167 167    | 8 971      | 134 563    | 10 058     | 301 730 |
| Helsingborgs IF | 10 497     | 157 458    | 7 221      | 108 315    | 8 859      | 265 773 |
| Djurgårdens IF  | 10 169     | 152 533    | 9 617      | 144 257    | 9 893      | 296 790 |
| IFK Göteborg    | 9 632      | 144 487    | 10 031     | 150 467    | 9 832      | 294 954 |
| IF Elfsborg     | 9 513      | 142 697    | 8 421      | 126 322    | 8 967      | 269 019 |
| Örebro SK       | 8 660      | 129 904    | 6 198      | 92 977     | 7 429      | 222 881 |
| IFK Norrköping  | 6 652      | 99 781     | 6 816      | 102 233    | 6 734      | 202 014 |
| Kalmar FF       | 6 103      | 91 539     | 8 798      | 131 974    | 7 450      | 223 513 |
| Halmstads BK    | 6 033      | 90 493     | 6 301      | 94 518     | 6 167      | 185 011 |
| GAIS            | 5 225      | 78 369     | 9 078      | 136 170    | 7 151      | 214 539 |
| GIF Sundsvall   | 4 597      | 68 948     | 6 078      | 91 163     | 5 337      | 160 111 |
| Gefle IF        | 3 918      | 58 773     | 6 454      | 96 806     | 5 186      | 155 579 |
| Ljungskile SK   | 2 932      | 43 984     | 6 798      | 101 963    | 4 865      | 145 947 |
| Trelleborgs FF  | 2 794      | 41 915     | 6 382      | 95 726     | 4 588      | 137 641 |
| Totalt          |            | 1 868 803  |            |            | 7 787      |         |

### Högsta publiksiffror
Endast publiksiffror på över 23 000 åskådare finns med i listan.
| Publik | Arena   | Hemmalag     | Bortalag       | Matchresultat | Datum       |
| ------ | ------- | ------------ | -------------- | ------------- | ----------- |
| 34 173 | Råsunda | AIK          | Djurgårdens IF | 1-1           | 24 april    |
| 29 801 | Ullevi  | IFK Göteborg | GAIS           | 0-1           | 1 september |
| 27 238 | Ullevi  | GAIS         | IFK Göteborg   | 0-0           | 17 april    |
| 26 516 | Råsunda | AIK          | Kalmar FF      | 0-0           | 30 mars     |
| 23 578 | Råsunda | Hammarby IF  | AIK            | 1-1           | 14 april    |
| 23 011 | Råsunda | AIK          | Hammarby IF    | 2-2           | 25 augusti  |

## Matchtröjor 2008
| Lag             | Tillverkare | Huvudsponsor(er)                       | Spelarnamn | Noteringar                                                                                            |
| --------------- | ----------- | -------------------------------------- | ---------- | --- |
| AIK             | Adidas      | Åbro                                   | Nej        | |
| Djurgårdens IF  | Adidas      | ICA                                    | Ja         | Nya tröjor inför 2008. För första gången spelarnamn (tidigare endast i europacuper och Royal League). |
| Elfsborg        | Umbro       | Ellos, Swedbank Sjuhärad, Pulsen       | Nej        | |
| GAIS            | Puma        | Hankook, Elanders                      | Nej        | |
| Gefle IF        | Umbro       | Engeltofta, Duro                       | Nej        | |
| GIF Sundsvall   | Adidas      | Norrporten                             | Nej        | |
| Halmstads BK    | Umbro       | ICA                                    | Nej        | |
| Hammarby        | Nike        | Folksam, Finlux, Falcon                | Ja         | |
| Helsingborgs IF | Puma        | Fritidsresor, Biomain                  | Nej        | |
| IFK Göteborg    | Adidas      | ICA (framsidan), KIA Motors (baksidan) | Nej        | |
| IFK Norrköping  | Puma        | Holmen, Lundbergs                      | Nej        | Ny design varje år.                                                                                   |
| Kalmar FF       | Puma        | SAS, Audio Video, PEAB, Motoman        | Nej        | Ny design med krage på tröjan.                                                                        |
| Ljungskile SK   | Umbro       | BDO                                    | Nej        | |
| Malmö FF        | Puma        | Nätverket                              | Nej        | |
| Trelleborgs FF  | Puma        | Trelleborg AB                          | Nej        | |
| Örebro SK       | Puma        | Malmbergs                              | Nej        | |

Tillverkare och antal lag:
- Adidas: 4
- Nike: 1
- Puma: 7
- Umbro: 4

Spelarnamn på tröjorna:
- Ja: 2
- Nej: 14

## Beslut inför 2008
- Säsongen 2008 är den första säsongen då Fotbollsallsvenskan spelas med 16 lag, efter beslut av Svenska Fotbollförbundet den 9 december 2006. Föregående säsong deltog 14 lag.[5]
- Från och med säsongen 2008 spelas det 30 omgångar varje år.
- Svenska Fotbollförbundet beslutade den 8 december 2007 att slopa begränsningarna av antalet spelare med medborgarskap i stater utanför EU. Liknande begränsningar inom EU hade avskaffats tidigare. Vid säsongsstarten 2008 var 30 % av spelarna i lagens startelvor icke-svenskar.
- Avskaffande av poängavdrag för lag vars supportrar förstört för spelet, vilket infördes inför 2005 års säsong. Istället beslutades att i fortsättningen alltid tillämpa spel inför helt eller delvis tomma läktare som straffåtgärd.

### Fotnoter
1. ↑  ”Tabell och resultat - Allsvenskan, herrar”. svenskfotboll.se. Svenska Fotbollförbundet. Arkiverad från originalet den 13 augusti 2011. https://web.archive.org/web/20110813194757/http://svenskfotboll.se/allsvenskan/information/?p=152184&scr=table&ftid=14999. Läst 30 juni 2011.
2. ↑  Allsvensk skytteliga på Svenskfotboll.se Arkiverad 1 oktober 2008 hämtat från the Wayback Machine.
3. ↑  Allsvensk assistliga på Svenskfotboll.se Arkiverad 1 oktober 2008 hämtat från the Wayback Machine.
4. ↑  ”Allsvenska skyttekungar och publiksnitt”. Svenska Fotbollförbundet. 1 mars 2004. https://www.svenskfotboll.se/serier-cuper/elitfotboll/historik-herr/skyttekungar--publiksnitt/. Läst 11 oktober 2011.
5. ↑  Svenska Fotbollförbundet 9 december 2006 - Hårdare regler mot diskriminering Arkiverad 29 september 2008 hämtat från the Wayback Machine.